# 斯科爾尼切什蒂
斯科爾尼切什蒂（羅馬尼亞語：Scornicești）是羅馬尼亞的城鎮，位於該國南部，距離首府斯拉蒂納22公里，由奧爾特縣負責管轄，面積158.96平方公里，海拔高度219米，2009年人口12,417，大多數居民信奉東正教。1918年，罗马尼亚领导人尼古拉·齐奥塞斯库生于此地。